# Бахчисарайский фонтан (фильм)
«Бахчисарайский фонтан» (1909/1910) — немой художественный короткометражный фильм по мотивам одноимённой поэмы А. С. Пушкина.

## Информация о фильме
Режиссёрский дебют Якова Протазанова.

«Познакомившись со сценариями Гончарова, я пришел к выводу. что конкурировать с его сочинительским талантом совсем не трудно. Я призвал на помощь любимого поэта и представил свой первый сценарий „Бахчисарайский фонтан“. Не очень я гордился тем, что написал сценарий, но хорошо помню, как я был горд, что получил за этот сценарий двадцать пять рублей — сумму по тем временам немалую, и мои друзья имели основание поздравить меня с первым „крупным заработком“…»
По данным В.Вишневского, фильм вышел на экраны 1 января 1910 года (19 декабря 1909 года по старому стилю).. По утверждению М.Алейникова, фильм был снят не в фокусе и на экраны не выпускался.
Фильм считается утраченным.
По указанию «Пушкинского кинословаря» — драма в 7 картинах, 1 ч., 180 м. Т/Д «Глория» (Москва), 1909. Вып. 19.12.1909.

## Сюжет
Из набега на Польшу крымский хан Гирей привозит в гарем новую наложницу — Марию. Это вызывает ревность красавицы Заремы, для которой любовь к хану важнее всего на свете. Зарема рассказывает это Марии, которая мечтает лишь об освобождении и находит его в смерти. Обнаружив гибель Марии, Гирей приказывает казнить и Зарему. В память о своей погибшей любви он приказывает построить фонтан, вода в котором течёт по капле — Фонтан слёз.

## В ролях
- Владимир Шатерников — хан
- Мария Королёва — Зарема
- Елизавета Уварова
- Алексей Муравин — визирь

## Технические данные
Чёрно-белый, немой, длина фильма — 100 м.